# La Musique aux Tuileries
La Musique aux Tuileries est une peinture réalisée en 1862 par Édouard Manet.
L’univers à la fois huppé et raffiné dans lequel évoluait Manet à Paris, est remarquablement rendu par ce tableau, qui dépeint un concert donné au jardin des Tuileries et dans lequel le peintre représente des personnes qui lui sont proches.

## Description
On distingue, de gauche à droite, un premier groupe de personnages masculins parmi lesquels son ancien compagnon d'atelier Albert de Balleroy, Zacharie Astruc (assis), Charles Baudelaire debout, et derrière Baudelaire, à gauche : Fantin-Latour. Parmi les hommes, Manet a placé son frère Eugène, Théophile Gautier, Champfleury, le baron Taylor, Aurélien Scholl, Charles Monginot. La première dame habillée en blanc en partant de la gauche est Mme Valentine Lejosne, femme du commandant Hippolyte Lejosne chez lequel Manet a fait la connaissance de Baudelaire et d'Edmond Maître. Ceux qui fréquentaient Lejosne étaient  tous  des amis de Manet : Félix Bracquemond, Zacharie Astruc, Alfred Stevens notamment. À côté de Mme Lejosne se trouve Mme Offenbach.
Le peintre s’est lui-même représenté sous les traits du personnage barbu le plus à gauche de la composition. À sa droite, assis contre le tronc, on reconnait « celui que Rossini appelait le Mozart des Champs-Élysées : Jacques Offenbach ». Quant à son frère, Eugène Manet, le tableau le dépeint légèrement incliné vers la gauche, devisant avec une autre femme.

## Histoire

### Exécution
Il est possible que Manet ait travaillé d'après photos. Tout ce monde déjeunait chez Tortoni, posait chez Nadar, avait ses abonnements aux Italiens et faisait un triomphe aux spectacles espagnols alors mis à la mode par l'empereur Napoléon III à cause de son mariage avec Eugénie de Montijo.

### Réception critique
Le tableau fut jugé sévèrement par Baudelaire qui n'en parla pas en 1863 et il fut vivement attaqué par Paul de Saint-Victor : « Son concert aux Tuileries écorche les yeux comme la musique des foires fait saigner l'oreille. »  Hippolyte Babou parle de la « manie de Manet de voir par taches (...) la tache-Baudelaire, la tache-Gautier, la tache-Manet . »
Dans ses cours au Collège de France en 2000, Pierre Bourdieu voit dans ce tableau « une réponse à Baudelaire faisant l’éloge de Constantin Guys et disant « il n'y a pas encore de peintre de la vie moderne ». »  Il propose par ailleurs une analyse détaillée de ce tableau dans ce même cours au Collège de France.

### Postérité
La Musique aux Tuileries est en fait le premier modèle de toutes les peintures impressionnistes et post-impressionnistes qui représentent la vie contemporaine en plein air. Il a inspiré dans les décennies suivantes : Frédéric Bazille, Claude Monet, et Auguste Renoir. Sa postérité fut immense.